# 杉村靖彦
杉村 靖彦（すぎむら やすひこ、1965年12月19日 - ）は、日本の哲学者。京都大学大学院文学研究科教授。専門はフランス哲学や京都学派を中心とする宗教哲学。博士（文学）（京都大学、1996年）。大阪府出身。

## 来歴
ポール・リクールの思想を研究。パリ第一大学、パリ・カトリック学院に留学し、ジャン・グレーシュの指導を受け、リクール本人とも交友を持つ。現在は、フランス現代哲学と京都学派の哲学を発想源に宗教哲学研究を行っている。京都大学での指導教官は上田閑照、長谷正當。

## 略歴
1988年京都大学文学部哲学科卒業、1993年パリ第1大学にてDEA取得、1994年京都大学大学院文学研究科宗教学専攻博士課程単位取得退学、1996年「意味の探索 -ポール・リクールの思想」で京都大学文学博士。1998年京都大学文学研究科助教授、2007年准教授。2017年教授。

## 受賞歴
- 1998年 『ポール・リクールの思想――意味の探索』により日本宗教学会賞を受賞。
- 2010年 パリ・プロテスタント学院神学部より名誉博士号を授与される。

## 著書
- 『ポール・リクールの思想――意味の探索』、創文社、1998年
- （共編著）Philosophie japonaise. Le néant, le monde et le corps, Paris, J.Vrin, 2013年
- （共編著）Mécanique et mystique. Sur le quatrième chapitre des Deux Sources de la morale et de la  religion de Bergson, Hildesheim/Zürich/New York, OLMS, 2018年
- (共編著）『渦動する象徴――田辺哲学のダイナミズム』、田口茂、竹花洋佑共編著、晃洋書房、2021年
- (共編著）『個と普遍――レヴィナス哲学の新たな広がり』、 渡名喜庸哲・長坂真澄共編著、法政大学出版局、 2022年
- Témoignage et éveil de soi. Pour une autre philosophie de la religion, Paris, PUF,  2023年

### 翻訳
- ドミニク フォルシェー『年表で読む 哲学・思想小事典』菊地伸二、松田克進共訳、 白水社、2001年
- ジャン グレーシュ『『存在と時間』講義―統合的解釈の試み』松本直樹、重松健人、関根小織、鶴真一、伊原木大祐、川口茂雄共訳、 法政大学出版局、2007年
- ジャン・グロンダン『ポール・リクール』、白水社・文庫クセジュ、 2014年
- ジャン・ナベール『悪についての試論』、法政大学出版局 叢書・ウニベルシタス、 2014年
- （共編訳）ダニエル・エルヴュー＝レジェ他編『宗教事象事典』、みすず書房、2019年。

## 論文
- Cinii